# Cyphotendana ligurina
Cyphotendana ligurina är en kräftdjursart som beskrevs av Karl Wilhelm Verhoeff 1936. Cyphotendana ligurina ingår i släktet Cyphotendana och familjen Trichoniscidae. Inga underarter finns listade i Catalogue of Life.